# 셜러몬

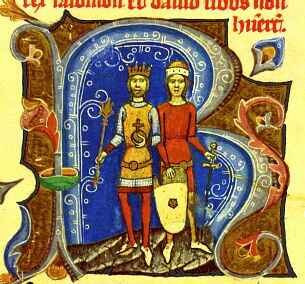
14세기에 출간된 《삽화 연대기》에 묘사된 솔로몬

솔로몬(헝가리어: Salamon, 슬로바키아어: Šalamún 샬라문, 1053년 ~ 1087년)은 헝가리의 국왕(재위: 1063년 ~ 1074년)이다. 아르파드 왕조 출신이다.

## 생애
언드라시 1세와 그의 아내인 아나스타시야(Anastasia, 키예프 대공국의 야로슬라프 1세 대공의 딸)의 아들로 태어났다. 1057년 또는 1058년에는 언드라시 1세로부터 헝가리의 왕세자로 임명되었다.
1058년에는 언드라시 1세가 신성 로마 제국의 하인리히 4세 황제와 함께 평화 조약을 체결했다. 이 조약에 따라 헝가리는 10년 넘게 계속된 신성 로마 제국과의 무력 분쟁을 종식하게 된다. 이를 기념하기 위해 셜러몬은 신성 로마 제국의 하인리히 3세 황제의 딸이자 하인리히 4세 황제의 누나인 슈바벤의 유디트(Judith)와 약혼하게 된다. 하지만 언드라시 1세의 동생인 벨러 1세는 셜러몬의 나이가 어리다는 점을 이유로 셜러몬의 왕위 계승에 반대했고 한동안 폴란드에서 망명 생활을 하게 된다.
1060년 폴란드의 군주였던 볼레스와프 2세의 지원을 받으면서 헝가리로 귀환하게 된다. 1063년에는 세케슈페헤르바르에서 대관식을 치르면서 슈바벤의 유디트와 결혼했다. 1071년에는 사촌형들인 게저, 라슬로와 함께 비잔티움 제국 원정에 나섰다. 그렇지만 1073년 이후에는 게저, 라슬로 형제가 보헤미아와의 동맹 관계를 형성하면서 셜러몬과의 관계가 틀어지게 된다.
1074년 3월 14일에 일어난 모조로드(Mogyoród) 전투에서 셜러몬이 이끄는 군대는 게저, 라슬로 형제가 이끄는 군대에 패전하고 만다. 셜러몬이 소유한 영지는 포조니(Pozsony, 현재의 슬로바키아 브라티슬라바) 인근 지대로 축소되었다. 1079년 셜러몬이 거주하고 있던 요새가 함락되면서 포로로 잡혔고 한동안 비셰그라드에 수감되었다. 1083년 8월 17일경에 이슈트반 1세에 대한 시성식이 거행되면서 석방되었다. 1087년 불가리아에서 전사했다.